# Piva
Piva è il termine usato in molte regioni italiane per designare la cornamusa, oppure la zampogna, o in senso stretto, il piffero e il gruppo di pifferi e bordoni che la compone. Il termine si ritrova nel detto "Con le pive nel sacco".

## Piva emiliana

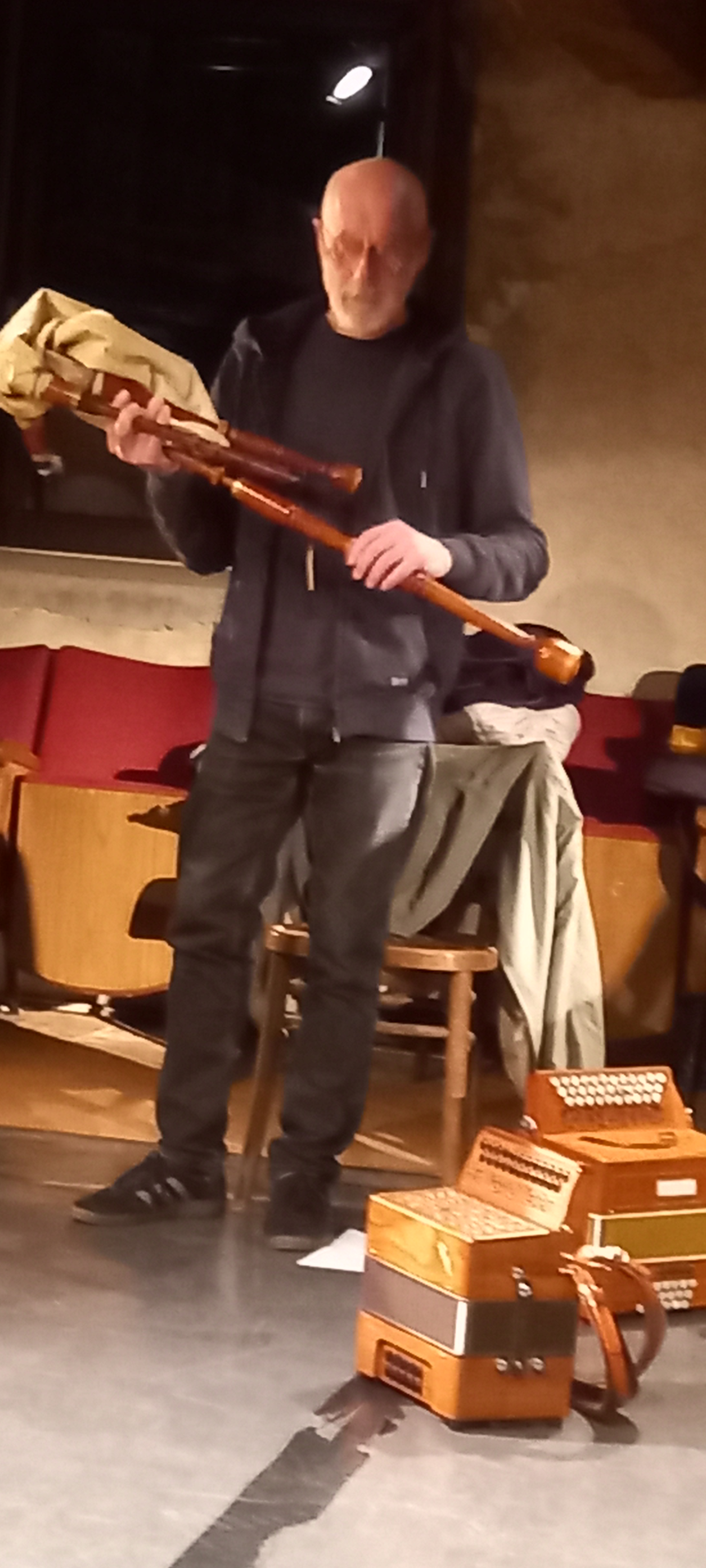
Piva emiliana mostrata da Mauro Manicardi

La piva o piva emiliana è una cornamusa in uso nell'Appennino parmense e piacentino. Nel Piacentino si diffuse prevalentemente nelle valli del Nure e dell'Arda, mentre nelle restanti vallate prese piede l'utilizzo della müsa.
L'uso di questo strumento venne abbandonato nel periodo immediatamente successivo alla Seconda guerra mondiale. Era uno strumento solista usato prevalentemente per il ballo. Dagli anni ottanta del secolo scorso è iniziato un recupero dello strumento ad opera di numerosi gruppi musicali attivi nel Modenese e in altre zone dell'Emilia-Romagna. Illustrazioni e fonti scritte tendono a suggerire che uno strumento simile fosse utilizzato anche nel veronese.

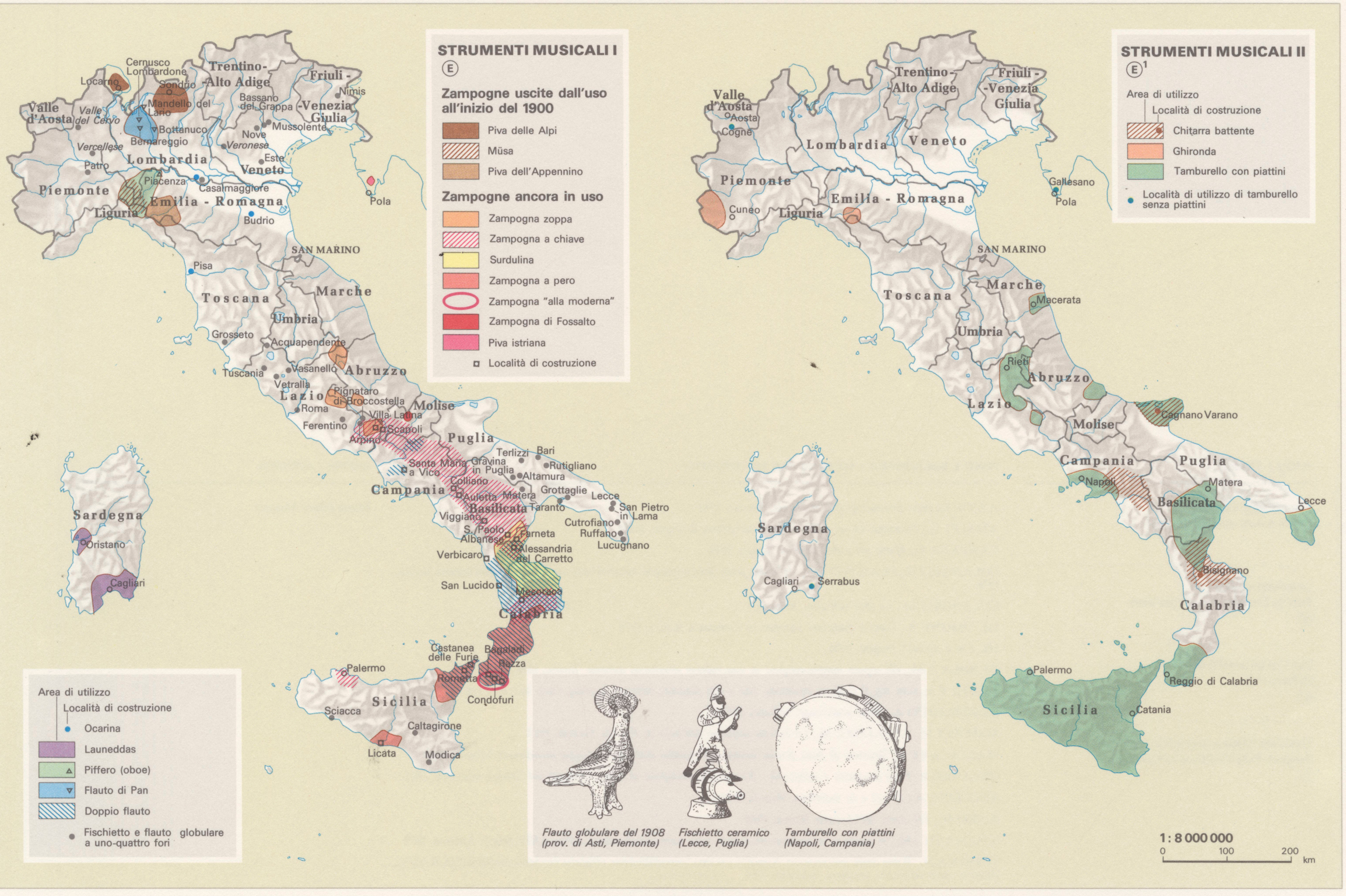
Mappa degli strumenti musicali tradizionali in Italia

### Parti dello strumento
La piva è composta da una canna con fori digitali (chanter o s-cella in dialetto parmense), da due canne di bordone (maggiore e minore) e da una canna detta insufflatore. Le tre canne sono inserite in un otre di pelle che costituisce il serbatoio dell'aria.
L'otre è in pelle conciata, tradizionalmente di capretto, cucito nella parte posteriore e dotato di aperture di collo e zampe anteriori per l'inserimento del chanter e dei bordoni e di un taglio per l'insufflatore.
Il chanter, ad ancia doppia, è costruito da un unico pezzo di legno, lavorato al tornio, con sette fori per le dita nella sua parte anteriore; il foro per il mignolo è doppio per permettere l'uso dello strumento sia a destrimani che a mancini (quello non utilizzato viene tappato con cera). Possiede altri fori chiusi, detti di intonazione.
Il bordone minore, ad ancia semplice, è costituito da due pezzi lavorati al tornio, produce un suono un'ottava sotto rispetto alla nota più grave del chanter e viene tenuto appoggiato all'avambraccio. Il bordone maggiore, ad ancia semplice, è costituito da tre pezzi e produce un suono due ottave sotto alla nota più grave del chanter e viene tenuta appoggiata alla spalla. Il fatto che i bordoni siano composti da più pezzi permette al musicista di accordarli prima di suonare, accorciando o allungando la lunghezza complessiva delle canne facendo scorrere avanti e indietro i singoli segmenti delle parti in innesto.
Lo strumento si suona soffiando nell'insufflatore per immettere l'aria nell'otre ed esercitando sull'otre una pressione con l'avambraccio, per distribuire l'aria in modo costante a chanter e bordoni.
Alcune pive raccolte da Ettore Guatelli sono conservate al museo etnografico di Ozzano Taro (PR).